# Tonight at Noon
Albums de Charles Mingus
Oh Yeah
(1961) Money Jungle
(1962)
"Tonight at Noon " est un album de jazz de Charles Mingus édité par Atlantic Records, qui reprend des morceaux des sessions d'enregistrement de The Clown (1957) et Oh Yeah (1961).

## Première session
Date : 12 mars 1957
1. Tonight at Noon' (Charlie Mingus)
2. Passions of a Woman Loved (Charlie Mingus)

Musiciens :
- Charlie Mingus (contrebasse)
- Jimmy Knepper (trombone)
- Shafi Hadi (alto)
- Wade Legge (piano)
- Danny Richmond (batterie)

## Seconde session
Date : 6 novembre 1961
1. Invisible Lady (Charlie Mingus)
2. Old blues for Walt's Torin (Charlie Mingus)
3. Peggy's Blues Skylight (Charlie Mingus)

Musiciens :
- Charlie Mingus (piano)
- Jimmy Knepper (trombone)
- Booker Ervin (tenor)
- Roland Kirk (tenor)
- Danny Richmond (batterie)
- Doug Watkins (contrebasse)